# Lars Johan Jansson
Lars Johan Jansson, född 2 december 1840 i Värsås, död där 21 augusti 1918, var en svensk politiker.
Jansson var hemmansägare i Djursätra och var från 1894 ledamot av andra kammaren, invald i Gudhems och Kåkinds domsagas valkrets. Han valdes som den relativt frisinnade sidans kandidat gentemot den konservative företrädaren Johannes Jonson i Fröstorp och anslöt sig till Gamla lantmannapartiet, med vilket han efter partisammanslagningen 1895 uppgick i Lantmannapartiet. 
I riksdagen gjorde sig Jansson bemärkt som framstående talare och var 1900–1902 ledamot av lagutskottet, 1903–1910 av konstitutionsutskottet, 1907 av rösträttsutskottet och 1909 av prästlöneregleringsutskottet samt fungerade 1908–1909 som statsrevisor. 
Vanligtvis intagande en moderat hållning, framträdde han 1909 i första ledet gentemot Liberala samlingspartiets attacker mot den Lindmanska ministären och samlade kring sina anföranden talrika instämmanden från olika håll i kammaren. Han var även ledamot i flera kommittéer, bland annat den 1906 tillsatta seminariekommittén. 

### Fotnoter
1. 1 2 3 4 5 6 7 8  Lars J Jansson, Svenskt biografiskt lexikon, Svenskt Biografiskt Lexikon-ID: 12050, läs online.[källa från Wikidata]
2. 1 2 3 4 5 6 7 8 9  Tvåkammar-riksdagen 1867–1970, vol. 4, 1985, s. 326, Svenskt porträttarkiv: sj9PGLAlnmUAAAAAABgdUQ, läst: 1 mars 2022.[källa från Wikidata]
3. 1 2  Varola (R) C:5 (1824-1853) Bild 43 (AID: v23812.b43, NAD: SE/GLA/13615), födelse- och dopbok, s. no value, Nationell Arkivdatabas Referenskod: SE/GLA/13615/C/5, läs onlineläs online, läst: 21 maj 2023.[källa från Wikidata]
4. 1 2  Värsås kyrkoarkiv, Lysnings- och vigselböcker, SE/GLA/13639/E/2 (1895-1918), bildid: 00073303_00086, sida 51, död- och begravningsbok, s. 51, Nationell Arkivdatabas Referenskod: SE/GLA/13639/E/2, läs onlineläs online, läst: 1 mars 2022, ”10,aug,11,1,,F riksdagsm. Lars Johan Janson, Djursätra,(18)40,2/12...Kräfta”.[källa från Wikidata]
5. 1 2  Albin Hildebrand, Svenskt porträttgalleri : XXV:2. Riksdagens andra kammare 1867-1904, 1905, s. 252, Svenskt porträttarkiv: Di4a42b6X_AAAAAAAABpzg, läs onlineläs online, läst: 21 maj 2023.[källa från Wikidata]
6. ↑  Minnesord i Svenska Dagbladet 22 augusti 1918